# Palazzo Acquaviva Coppola

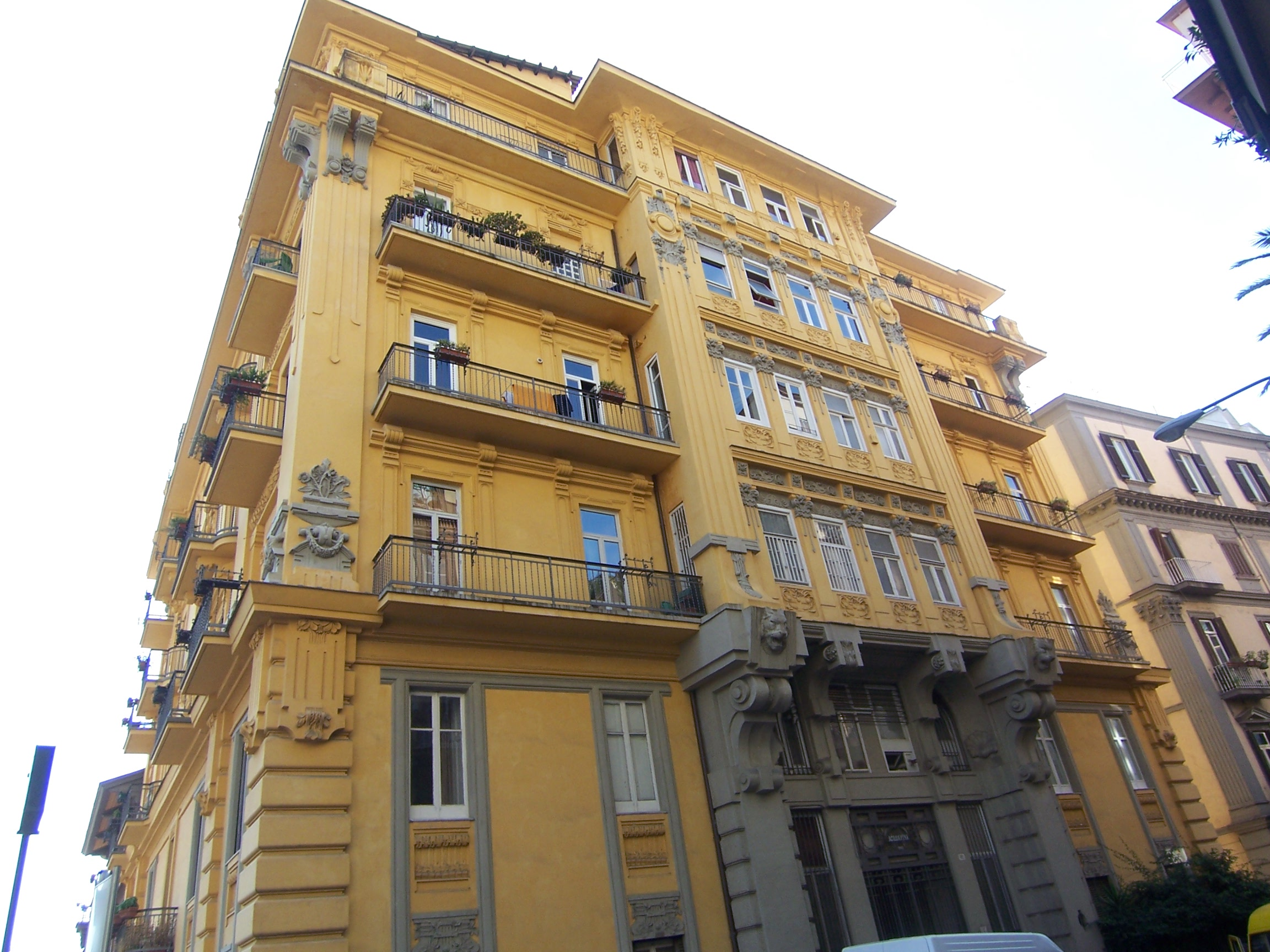
Palazzo Acquaviva Coppola in Neapel

Der Palazzo Acquaviva Coppola ist ein Wohngebäude aus den 1910er-Jahren im Viertel Chiaia von Neapel in der italienischen Region Kampanien. Es liegt an der Via del Parco Margherita, 12 zur Via San Pasquale hin.

## Geschichte und Beschreibung
Das Jugendstilgebäude wurde vom Architekten Augusto Acquaviva Coppola entworfen und 1912 errichtet. Stilistisch vereint es den für Neapel typischen Baustil mit Einflüssen der Wiener Secession von Otto Wagner.
Der Palast liegt auf einem abschüssigen Gelände und die beiden Straßen weisen einen Höhenunterschied auf. Daher besteht das Gebäude aus zwei scheinbar unabhängigen Teilen.
Die äußeren Verzierungen an der Fassade zur Via del Parco Margherita sind durch klassizistische Motive, ausgerichtet an der Symmetrieachse der Fassade, inspiriert, während die Fassade zur Via San Pasquale neubarocke Züge trägt.
An der Via San Pasquale liegt der Eingang zum Teatro Sancarluccio.